# Haiti na Letních olympijských hrách 1928
Haiti se účastnila Letní olympiády 1928 v nizozemském Amsterdamu. Zastupovalo ji 2 sportovci.

## Medailisté
| Medaile | Jméno        | Sport    | Soutěž             |
| ------- | ------------ | -------- | ------------------ |
| Stříbro | Silvio Cator | Atletika | Muži skok do dálky |